# زنبق فورستی
زنبق فورستی (نام علمی: Iris forrestii) نام یک گونه از سرده زنبق است.